# ترزیلید
ترزیلید (به فرانسوی: Trézilidé) یک کمون در فرانسه است که در Canton of Plouzévédé واقع شده‌است.

## خصوصیات
ترزیلید ۴٫۶۰ کیلومترمربع مساحت و ۲۷۵ نفر جمعیت دارد.